# Alexandra Hildebrandt (Publizistin)
Alexandra Hildebrandt (* 2. Juli 1970) ist eine deutsche Sachbuchautorin und Herausgeberin.

## Ausbildung und berufliche Stationen
Alexandra Hildebrandt studierte von 1991 bis 1997 Literaturwissenschaft, Psychologie und Buchwissenschaften an der Friedrich-Alexander-Universität Erlangen-Nürnberg. An der Universität Bamberg wurde sie mit der Dissertationsschrift ‚Lebwohl, du heiterer Schein!‘ Blindheit im Kontext der Romantik im Jahr 2000 bei Thomas Anz zum Dr. phil. promoviert.
Nach der Konzerninsolvenz von Arcandor veröffentlichte sie das Ethik-Buch Welche Zeiten, in denen wir leben, in dem sie eine literarische Verbindung von Arcandor zu Thomas Manns Roman Buddenbrooks herstellte. Sie schrieb Hörspiele für den SWR 2 über Rainer Maria Rilke, Adelbert von Chamisso und Reinhold Messner. Von 2000 bis 2005 leitete sie die interne Kommunikation des internationalen Baustoffherstellers HeidelbergCement in Zentraleuropa West.
Von 2006 bis 2009 arbeitete Alexandra Hildebrandt als Leiterin Gesellschaftspolitik und Nachhaltigkeit bei der KarstadtQuelle AG (Arcandor). In dieser Funktion war sie verantwortlich für gesellschaftspolitische Themen des Konzerns und seiner Gesellschaften sowie für deren Kommunikation. Beim Deutschen Fußball-Bund (DFB) war sie von 2010 bis 2013 Mitglied in der DFB-Kommission Nachhaltigkeit. Hildebrandt verarbeitete ihre Erfahrungen beim DFB im Herausgeberband CSR und Sportmanagement (2014). Der Sportjournalist Ronny Blaschke berichtete darüber auch in seinem Buch Gesellschaftsspielchen. Fußball zwischen Hilfsbereitschaft und Heuchelei (2016).
In ihren Publikationen beschäftigt sie sich vor allem mit dem Klimawandel und der Frage, warum wir ein Bewusstsein für Dringlichkeit brauchen. In ihrem Buch „Klimawandel in der Wirtschaft“ zeigt sie, warum uns nur eine ganzheitliche Verbindung hilft, Antworten auf die großen existenziellen Fragen zu finden, die sich angesichts globaler Bedrohungen auftun. Zu ihren weiteren Schwerpunkten gehören Evolutionsmanagement und strategisches Management sowie Methoden zur nachhaltigen Steuerung der digitalen Transformation, neue Denkstile sowie verschiedene Formen interdisziplinärer Zusammenarbeit – etwa mit Geistes-, Sozial- und Naturwissenschaftlern, Ökonomen, Informatikern, Psychologen, Philosophen und Vertretern der Kreativwirtschaft.
Sie war Mitbegründerin und Moderatorin der Burgthanner Dialoge, einer Veranstaltungsreihe der Gemeinde Burgthann. Sie fand von 2010 bis 2019 statt und widmete sich aktuellen gesellschaftlichen Herausforderungen und Zukunftsstrategien.

## Bücher
- Klimaneutralität in der Industrie. Aktuelle Entwicklungen – Praxisberichte – Handlungsempfehlungen. Hg. von Ulrike Böhm, Alexandra * Hildebrandt, Stefanie Kästle. Springer Gabler Berlag, Berlin und Heidelberg 2023. ISBN 978-3-662-66124-6
- Zukunft Mikromobilität. Wie wir nachhaltig in die Gänge kommen. Ein Rad-Geber. Büchner Verlag, 2022. ISBN 978-3-96317-313-4
- Klimawandel in der Wirtschaft. Warum wir ein Bewusstsein für Dinglichkeit brauchen. Verlag Springer Gabler. Heidelberg 2020. ISBN 978-3-662-60395-6
- Visionäre von heute – Gestalter von morgen. Inspirationen und Impulse für Unternehmer Hrsg. mit Werner Neumüller. Verlag Springer Gabler, Heidelberg 2018, ISBN 978-3-662-57300-6.[5]
- CSR und Digitalisierung. Der digitale Wandel als Chance und Herausforderung für Wirtschaft und Gesellschaft. Hrsg. mit Werner Landhäußer. Verlag Springer Gabler, Heidelberg 2017, ISBN 978-3-662-53202-7.
- CSR und Energiewirtschaft. Hrsg. mit Werner Landhäußer. Verlag Springer Gabler, Heidelberg 2015, 2. Auflage 2019, ISBN 978-3-662-59652-4
- Nachhaltiges Fußball-Sammelsurium. Hrsg. mit Arne Menn und Fabian Putzing. Klartext-Verlag, Essen 2014, ISBN 978-3-8375-1143-7
- CSR und Sportmanagement. Jenseits von Sieg und Niederlage: Sport als gesellschaftliche Aufgabe verstehen und umsetzen. Verlag Springer Gabler, Heidelberg 2014, 2. Auflage 2019, ISBN 978-3-662-59650-0
- Gesichter der Nachhaltigkeit. Zusammen mit Hauke Schwiezer. abcverlag, November 2012, ISBN 978-3-938833-57-5
- Welche Zeiten, in denen wir leben – Was erfolgreiches Unternehmertum ausmacht. Kehsler Verlag, 2010, ISBN 978-3-942385-00-8
- Die Andersmacher. Unternehmerische Verantwortung jenseits der Business Class. Hrsg. mit Jörg Howe, Kamphausen, Bielefeld 2008, ISBN 3-89901-159-7.
- Die Sprache von Mode und Design. Kreativ, vielfältig, global (Herausgeberschaft mit Helmut Merkel und Annett Koeman). reddot edition, Essen 2007, ISBN 978-3-89939-093-3.
- Die Spur des Grenzgängers. Leben als Passion. Junfermann, Paderborn 2006, ISBN 3-87387-634-5.
- Schatten eines Grenzgängers. Eine biographisch-literarische Wanderung in die Romantik. abcverlag, Heidelberg 2004, ISBN 3-9808810-0-8.
- Adelbert von Chamisso – Leben und Werk im Bild. Ein Kommentar zu Radierungen von Bernd Lehmann. In: Athenäum. Jahrbuch für Romantik 13 (2003). S. 35 – 42. Auch in: Illustration 63. Zeitschrift für die Buchillustration. 40. Jg. Heft 3 (Dezember 2003), S. 85–88.
- Wege der internen Kommunikation. Zur Geschichte der Mitarbeiterzeitungen am Beispiel von HeidelbergCement. In: Wolfenbütteler Notizen zur Buchgeschichte 28 (2003), Heft 1/2, S. 133–147.
- „Lebwohl, du heiterer Schein!“ Blindheit im Kontext der Romantik. Königshausen & Neumann, Würzburg 2002, ISBN 3-8260-2306-4.
- Die Poesie des Fremden. Neue Einblicke in Adelbert von Chamissos „Peter Schlemihls wundersame Geschichte“. Verlag Dietmar Klotz, Eschborn 1998, ISBN 978-3-88074-720-3

## Wissenschaftliche Artikel
- Nachhaltigkeit und Digitalisierung. In: Haufe Akademie[6]
- Die Neugestaltung der Globalisierung. Chinas Konzept einer ökologischen Zivilisation In: China im Blickpunkt des 21. Jahrhunderts. Impulsgeber für Wirtschaft, Wissenschaft und Gesellschaft. Hg. von Tobias Loitsch. Springer Gabler 2019, ISBN 978-3-662-59670-8, S. 121–127.
- Mein Körper, mein Geist, meine Welt. Der Inbegriff eines Selbstständigen im Komplexitätszeitalter In: CSR und Kleinstunternehmen. Die Basis bewegt sich! Hg. von Wolfgang Keck. Springer Gabler 2017, ISBN 978-3-662-53627-8, S. 111–124.
- Chancen und Herausforderungen komplexer Organisationssysteme. Zur Entwicklung des Nachhaltigkeitsreportings beim Deutschen Fußball-Bund In: Matthias Fifka Hg.: Nachhaltigkeitsreporting. Verlag Springer Gabler, Heidelberg 2014, ISBN 978-3-642-53893-3, S. 199–212.
- Das »Ich« als Marke. Über den Unterschied zwischen Individualität und Identität (mit Dr. Ina Schmidt). In: agora 42. Ökonomie – Philosophie – Leben. 4 (2010), S. 44–49.
- Handel fair – Handel ethisch. Die KarstadtQuelle AG und das Prinzip Verantwortung. In: Forum Wirtschaftsethik. Jg. 14. Nr. 3 (2006), S. 31–39.
- KarstadtQuelle AG – Verantwortung in der Lieferkette. In: Verantwortung für die Gesellschaft – verantwortlich für das Geschäft. Ein Management-Handbuch. Hg. von Birgit Riess. Gütersloh 2006, S. 149–161.
- Die leibhaftige Wahrheit. Joop und Andersen: Biographische Texturen In: Studia theodisca XIII (2005), S. 21–42.
- Schatten eines Grenzgängers. Eine biographisch-literarische Wanderung in die Romantik In: Studia austriaca XII (2004), S. 9–30.
- Von einem, der die Steine belauscht. Rainer Maria Rilke – Bausteine einer Biographie (mit Radierungen von Bernd Lehmann) In: Literatur in Bayern. Nr. 71. März 2003, S. 16–23. Auch in: Studia austriaca XI (2003), S. 49–64.
- Adelbert von Chamisso – Leben und Werk im Bild. Ein Kommentar zu Radierungen von Bernd Lehmann. In: Athenäum. Jahrbuch für Romantik 13 (2003). S. 35 – 42. Auch in: Illustration 63. Zeitschrift für die Buchillustration. 40. Jg. Heft 3 (Dezember 2003), S. 85–88.
- Wege der internen Kommunikation. Zur Geschichte der Mitarbeiterzeitungen am Beispiel von HeidelbergCement. In: Wolfenbütteler Notizen zur Buchgeschichte 28 (2003), Heft 1/2, S. 133–147.
- „Lebwohl, du heiterer Schein!“ Blindheit im Kontext der Romantik. Königshausen & Neumann, Würzburg 2002, ISBN 3-8260-2306-4.
- Die Poesie des Fremden. Neue Einblicke in Adelbert von Chamissos „Peter Schlemihls wundersame Geschichte“. Verlag Dietmar Klotz, Eschborn 1998, ISBN 978-3-88074-720-3
- Chamisso und der Tod der Zeit. Von der Poesie des Alter(n)s. In: Studia theodisca 6 (1999), S. 121–150.
- Bösartiger als der Herdenschlaf ist das Gelächter …. E. T. A. Hoffmanns Märchen „Klein Zaches genannt Zinnober“ und seine Titelgestalt. In: E. T. A. Hoffmann-Jahrbuch 5 (1997), S. 37–46.
- »Zum Kapitel Kiepenheuer …«. Der Gustav Kiepenheuer Verlag (1909 – 1945). Autor-Verleger-Beziehungen. In: Wolfenbütteler Notizen zur Buchgeschichte 21 (1996) 1, S. 44–73.
- Die »Sprache« der Enurese. Analerotische Phantasien in E. T. A. Hoffmanns Kunstmärchen »Der goldne Topf«. In: Il Confronto Letterario 13 (1996), S. 617–631.
- Literaturwissenschaft offline. Literatur und Literaturgeschichte auf CD-ROM. In: Internationales Archiv für Sozialgeschichte der Literatur (IASL). Frühjahr 2000.
- »Genug sei es auch eigentlich, die Zeichen zu verstehen …«. Weisheit, Körper und Neurose in E. T. A. Hoffmanns Erzählung »Die Bergwerke zu Falun«. In: Athenäum. Jahrbuch für Romantik 5 (1995), S. 117–129.
- »Ohne Ärgernis rückt die Welt nicht vorwärts …«. Literarische Zensur als Gegendruck. Ein Abriss. In: Wolfenbütteler Notizen zur Buchgeschichte 18/19 (1993/1994) 2, S. 109–137.

## Hörspiele und Radiosendungen
- Rainer Maria Rilke – Bausteine einer Biographie. (Erstsendung: 23. Mai 2003, SWR 2 vor Mitternacht 23:00 Uhr, 30 min)
- Reinhold Messners Schatten. Eine biographisch-literarische Wanderung in die Romantik. (19. September 2004, SWR 2 vor Mitternacht, 23:05 Uhr, 55 min)
- Soziale Nachhaltigkeit (Interview). Redaktion. Mark vom Hofe. Neugier genügt. WDR 5 (27. Oktober 2009, 10:00 – 11:00 Uhr).
- „Etwas von der Angst bleibt immer …“ . Hörspiel von Angelika Mieth im Interview und mit Gedichten von Alexandra Hildebrandt. Deutschlandsender Kultur (Wiederholungssendung: 23. November 1990, 16:05 Uhr)